# Higashi-Ōmi
Higashi-Ōmi (jap. 東近江市 Higashi-Ōmi-shi) – miasto w Japonii, na wyspie Honsiu (Honshū), w prefekturze Shiga.

## Położenie
Miasto leży we wschodniej części prefektury, na wschód od jeziora Biwa, graniczy z:
- Ōmihachiman
- Hikone
- Azuchi
- Kōka
- Inabe

## Historia
Miasto leży na terenie dawnej prowincji Ōmi. 

## Miasta partnerskie
- Korea Południowa: Tongyeong
- Chiny: Changde
- Szwecja: Rättvik
- Stany Zjednoczone: Marquette